# II-97
De II-97 is een nationale weg van de tweede klasse in Bulgarije. De weg vormt de ringweg van Dobritsj. De II-97 is 24 kilometer lang.